# Ниязов, Едыге Решатович
Едыге́ Реша́тович Ния́зов (каз. Едіге Ришатұлы Ниязов; 22 марта 1940, Алма-Ата — 29 ноября 2009, Павлодар) — член Союза фотохудожников России, почётный член Центра Средиземноморской фотографии «Тёмный фонтан» (Франция), член ассоциации дизайнеров Прииртышья, фотохудожник.

## Биография
Едыге Ниязов родился в 1940 году в Алма-Ате.
Окончил исторический факультет Казахского государственного университета.
Работал преподавателем истории с 1964 по 1977 гг. в средней школе № 25 и № 14.
Член Союза фотохудожников России. Почетный член французского фотографического общества «Темный фонтан» («Dark Fountain»), находящимся в городе Aix-en-Provence с 1979 года, которое объединяет профессионалов, провозгласивших своей стратегией отказ от каких бы то ни было норм и ограничений. Член ассоциации дизайнеров Прииртышья.
Его фотоработы находятся в Государственном Русском музее (Санкт-Петербург), Музее фотографии г. Бьевра (Франция), а также в многочисленных частных коллекциях. Награждён серебряной и бронзовой медалью ВДНХ (1985, 1987). В Москве, в российском Союзе фотохудожников, Едыге Ниязов проходит по разряду фотохудожников мирового уровня. Его имя — имя одного из величайших фотографов СНГ.

## Выставки
Персональные фотографические выставки:
- Алматы (2000, 2004, Казахстан);
- Гамбург (1999, Германия);
- Мелитополь (1988, Украина);
- Москва (1987, 2002, Россия);
- Омск (2009, музей изобразительных искусств имени М. А. Врубеля[2], Россия);
- Павлодар (1998, 2004; 2010 (17.03.2010 — 17.04.2010), экспозиция ~180 фото, Павлодарский областной художественный музей[3], Казахстан);
- Санкт-Петербург (2.07.2009 — 27.07.2009, «Прямая фотография», фото с 1983 по 1993 год, галерея «Д-137» в Государственном Русском музее, Россия).
- Стокгольм (1988, Швеция);
- Ухта (1990, Россия);
- Экс-ан-Прованс (1990, 1992, Франция);

Также участвовал в художественных фотографических выставках во Франции, США, Финляндии, Швеции, Японии, России, Испании и других странах.